# Diaparsis aperta
Diaparsis aperta är en stekelart som först beskrevs av Thomson 1889.  Diaparsis aperta ingår i släktet Diaparsis och familjen brokparasitsteklar. Arten är reproducerande i Sverige. Inga underarter finns listade i Catalogue of Life.